# جوانا هول
جوانا هول (بالإنجليزية: Joanna Hole)‏ هي ممثلة بريطانية، ولدت في 1955 في هامبستاد في المملكة المتحدة.

## وصلات خارجية
- جوانا هول على موقع IMDb (الإنجليزية)
- جوانا هول على موقع قاعدة بيانات الفيلم (الإنجليزية)